# Линар, Мориц Карл
Граф Мориц Карл Линар (1702—1768) — посланник Саксонии в России, фаворит российской правительницы Анны Леопольдовны.

## Биография
Назначенный посланником в Санкт-Петербург (1733), вскоре завоевал расположение юной племянницы императрицы Анны Иоанновны принцессы Елизаветы Екатерины Христины Мекленбург-Шверинской, принявшей в том же году православие с именем Анна Леопольдовна. Анна явно предпочитала Линара герцогу Брауншвейг-Беверн-Люнебургскому Антону Ульриху, которого, по настоянию императрицы, прочили ей в мужья (брак был заключен в 1739). В декабре 1736 Линар после вмешательства Э. И. Бирона и самой императрицы был отозван, а замешанный в эту историю учитель принцессы К. И. Геннингер отстранён от должности.
В конце 1740 года Линар был вновь назначен посланником в Россию, но прибыл в Санкт-Петербург только 10 января 1741 года, уже после кончины Анны Иоанновны, возведения на престол двухмесячного сына Анны Леопольдовны и Антона Ульриха Ивана VI (17 октября 1740), отставки Бирона и провозглашения Анны Леопольдовны правительницей Российского государства с титулами великой княгини и императорского высочества (9 ноября 1740).
Уже 11 января он был официально принят Анной Леопольдовной и вскоре стал её фаворитом. Поселился в доме по соседству с Летним садом, где в Летнем дворце жила Анна Леопольдовна. Он был назначен обер-камергером и пожалован орденами Андрея Первозванного и Св. Александра Невского. Линар открыто вмешивался в борьбу придворных группировок, связанную, в частности, с попытками Саксонии и ряда других европейских стран втянуть Россию в войну за австрийское наследство. Правительница постоянно пользовалась его советами относительно ведения государственных дел, что вызывало недовольство высших сановников, видевших в саксонском посланнике кандидата на роль нового Бирона при русском дворе.
В июле 1741 года с согласия Анны Леопольдовны состоялось обручение Линара с её фавориткой Юлией Менгден; 1 сентября 1741 года Линар, получив многочисленные подарки от двора и невесты, выехал из Санкт-Петербурга в Дрезден, чтобы испросить разрешения поступить на русскую службу. Перед отъездом он настойчиво советовал Анне Леопольдовне упредить возможное выступление сторонников дочери Петра I Елизаветы Петровны.
Получив согласие саксонского правительства, Линар в ноябре 1741 года отправился в Санкт-Петербург, но был остановлен в Кенигсберге известием об аресте Анны Леопольдовны и возведении на российский престол Елизаветы Петровны. Его вернули назад, узнали в Петербурге, как там отнесутся к появлению Линара и, получив отрицательный ответ, удержали его сначала в Дрездене, а потом в Польше. С тех пор Линар был в числе недоброжелателей России.